# Модрокос
Модрокос (лат. Monticola solitarius) је врста мухарице. Модрокос је мухарица из Старог света, сличан је дроздовима, раније је био сврстан у породицу Turdidae. Гнезди се у јужној Европи, северозападној Африци и од Централне Азије до северне Кине и Малезије. Модрокос је званична национална птица Малте, назив за модрокоса на малтешком је Merill и приказан је на новчићима од 1 Малтешке лире који су били део некадашње валуте земље.

## Таксономија
Модрокоса је описао Карл фон Лине 1758. године у 10. издању своје „Systema Naturae“ под биномним називом Turdus solitarius. Научно име потичне из латинског језика Monticola потиче од mons, montis „планина“ и colere „боравити“, а специфични епитет solitarius значи „усамљени“.
Род модрокоса Monticola је раније био смештен у породицу Turdidae али молекуларне филогенетске студије су показале да су врсте у роду ближе сродни члановима породице мухарица Старог света Muscicapidae.
Постоји пет признатих подврста:
- Monticola solitarius solitarius (Linnaeus, 1758) - северозападна Африка, јужна Европа, северна Турска до Грузије и Азербејџана.
- Monticola solitarius longirostris (Blyth, 1847) - Грчка и западна и јужна Турска преко Блиског истока до северозападних Хималаја до североисточне Африке и Индије
- Monticola solitarius pandoo (Sykes, 1832) – централни Хималаји до источне Кине и северни Вијетнам до Великих Сундских острва
- Monticola solitarius philippensis (Statius Müller, 1776) – источна Монголија до Сахалина, јужно до Јапана, крајњи север Филипина и североисточна Кина до Индонезије
- Monticola solitarius madoci (Chasen, 1940) – Малајско полуострво и северна Суматра

Постоји предлог да се Monticola solitarius подели на две потпуно нове врсте: западни таксон који обухвата Monticola solitarius solitarius и Monticola solitarius longirostris и источни таксон са Monticola solitarius philippensis, Monticola solitarius pandoo и Monticola solitarius madoci.

## Опис
Модрокос је птица величине чворка, 21-23 цм дужине са дугим, танким кљуном. Мужјак номиноване подврстеу гнездећем перју је непогрешив, са плаво-сивим перјем осим тамнијих крила. Женке и незрели примерци су много мање упечатљиви, са тамносмеђим горњим делом тела и блеђим смеђим љускавим доњим делом тела. Мужјак подврсте Monticola solitarius philippensis има риђе-кестенасто перје од средине груди до доњег дела репа. Оба пола немају црвенкасто спољашње репно перје које има кос камењар (Monticola saxatilis).
Мужјак модрокоса пева јасну, мелодичну песму који је слична, али гласнија од песме коса камењара.

## Распрострањеност и станиште
Европске, северноафричке и југоисточне азијске птице модрокоса су углавном сталне, осим оних које се крећу по висини. Остале азијске популације су доста миграторне, зимујући у подсахарској Африци, Индији и југоисточној Азији. Модрокос је веома ретка луталица северне и западне Европе. Познато је да је два пута виђена у Северној Америци: једном у Британској Колумбији 1997. године и једном у Орегону 2024. године.

## Гнежђење
Модрокос се размножава у отвореним планинским пределима. Гнезди се у шупљинама стена и зидовима и обично полаже 3–5 јаја. Као сваштојед, модрокос једе широк спектар инсеката и малих гмизаваца, поред бобица и семенки.

## Галерија
- Мужјак модрокоса Природни резерват Гамла, Израел
- Monticola solitarius solitarius – MHNT
- Мужјак модрокоса Japan